# Lepidagathis guatemalensis
Lepidagathis guatemalensis är en akantusväxtart som först beskrevs av John Donnell Smith, och fick sitt nu gällande namn av Kameyama. Lepidagathis guatemalensis ingår i släktet Lepidagathis och familjen akantusväxter. Inga underarter finns listade i Catalogue of Life.